# Zenú

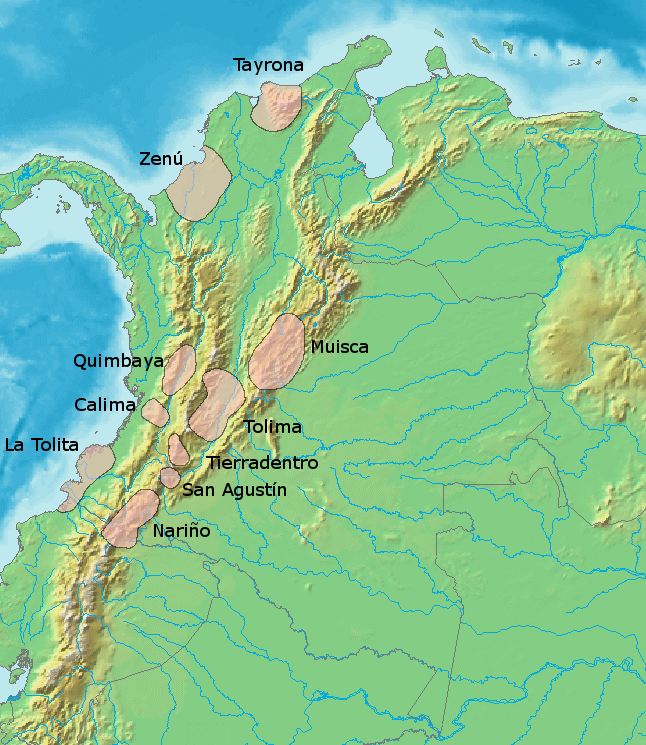
Prekolumbiskie kultury na obszarze współczesnej Kolumbii (obszar kultury Zenú na północ od Bogoty)

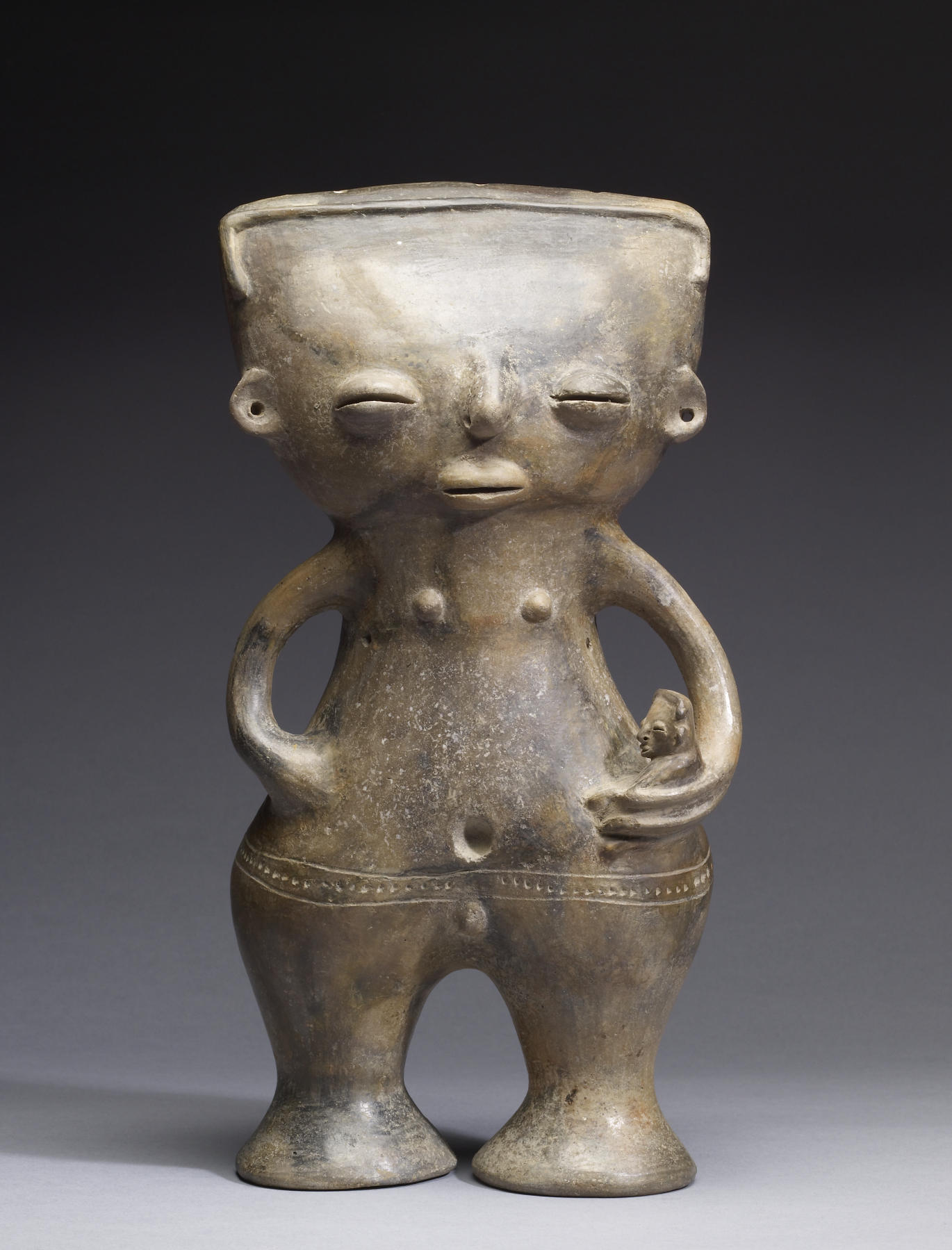
Figurka matki z dzieckiem ze zbiorów Walters Art Museum.

Kultura Zenú (Sinú) – prekolumbijska kultura z obszaru współczesnej północnej Kolumbii, rozwijająca się od 200 p.n.e. do 1600 n.e.

## Nazwa i lokalizacja
Nazwa ta nadana została przez konkwistadorów hiszpańskich i wzięła się od ówczesnej nazwy rzeki Sinú. Kultura ta obejmowała obszar w dolinach rzek Sinú, San Jorge, dolnej Cauca i Nechí, w obecnych kolumbijskich departamentach Córdoba, Antioquia, Chocó, Sucre i Bolívar.

## Społeczeństwo i gospodarka
Społeczeństwo kultury Zenu stało na stosunkowo wysokim poziomie rozwoju kulturalnego i gospodarczego. Jej przedstawiciele byli budowniczymi systemu kanałów irygacyjnych, odwadniających podmokłe, szczególnie w porze deszczowej, tereny nadrzeczne i nawadniających obszary z deficytem wodnym. 

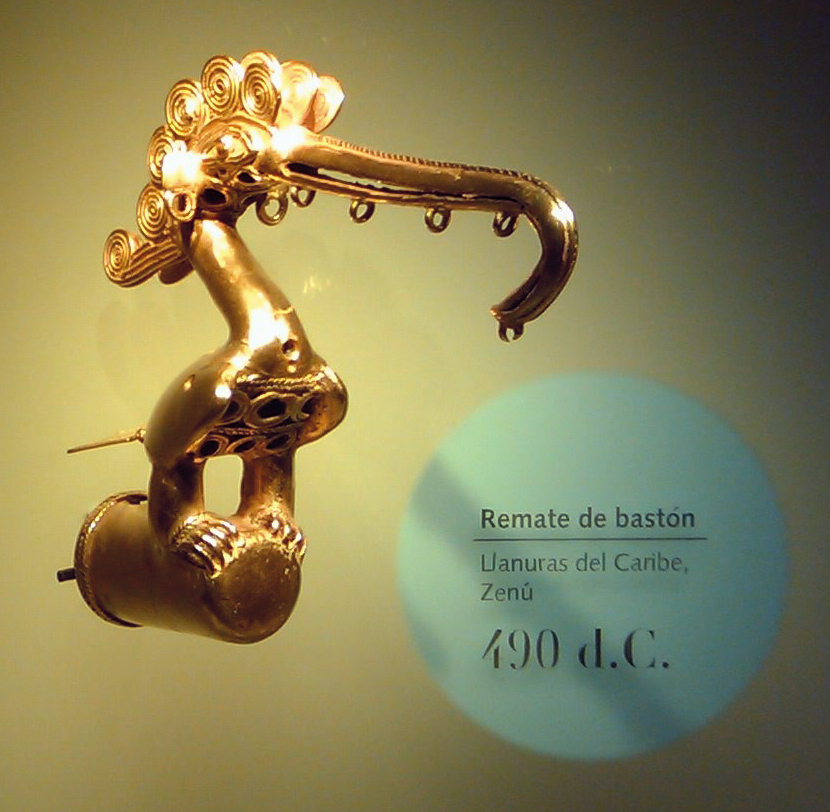
Zwieńczenie laski przywódcy plemiennego, 490 n.e., zbiory Muzeum Złota w Bogocie

Głównymi zajęciami ludności było rolnictwo, hodowla, rzemiosło, wydobycie i obróbka metali. Wśród roślin uprawnych dominowały banany, fasola, kakao. Produkcja rolna była nastawiona głównie na zaspokojenie swoich potrzeb, nie zaś na handel płodami rolnymi. Rzemieślnicy Zenu korzystali z różnych metali, wytwarzając ozdoby i przedmioty potrzebne do ceremonii religijnych. 

### Sztuka złotnicza
Rozwój sztuki złotniczej rozpoczął się w pierwszych wiekach naszej ery. Pojawiły się wówczas wyroby ze złota lub stopów z domieszką złota. Były to wisiorki i zakończenia lasek noszonych przez przywódców plemiennych. Inspiracją dla tych ozdób były sylwetki zwierząt, takich jak aligatory, ptaki, ryby i jelenie, przedstawianych zwykle w spokojnych pozach, wykonywano także przedmioty przedstawiające postacie ludzkie i motywy roślinne. Przedstawienia miały charakter realistyczny. Złotnicy Zenú byli też biegli w technice filigranu.
Obecnie duże zbiory wyrobów złotniczych kultury Zenú posiadają Muzeum Złota w Bogocie i Muzeum Złota Zenú w Kartagenie.

## System polityczny
Obszar kultury Zenu był podzielony politycznie na trzy regiony, nad którymi władzę sprawowali kacykowie. Dzierżyli oni pełnię władzy politycznej i religijnej na podległym sobie terenie i nadzorowała funkcjonowanie systemu kanałów. Regiony te to:
- Finzenú, panujące nad doliną Zenú, ze stolicą w Zenú nad rzeką o tej samej nazwie, z najważniejszym sanktuarium oraz największym i najważniejszym cmentarzem, na którym chowano dostojników i starszyznę plemienną,
- Finzenú, sprawujące władzę nad doliną rzeki San Jorge, ze stolicą w Ayapel, z urodzajnymi terenami rolniczymi,
- Zenufana, rządzące ziemiami nad dolnej Cauca i Nechí, z największymi pokładami złota oraz rozwiniętym rzemiosłem i obróbką metali; w okresie pojawienia się Hiszpanów na tych terenach to Zenufana było regionem dominującym, który podporządkowywał sobie dwa pozostałe obszary.

Również sztuka tych terenów nie była jednorodna, lecz wspólne cechy były liczne, pozwalające zakwalifikować cały makroregion jako obszar należący do jednej kultury.

## Religia i obrzędy
Społeczeństwo Zenu miało wiele ceremonii i rytuałów związanych z wierzeniami religijnymi. Jedne z najważniejszych wiązały się z pochówkiem zmarłych. 
Ceremonie pogrzebowe miały charakter radosny. Towarzyszyły im muzyka i tańce, a w pogrzebie członka plemienia uczestniczyła cała społeczność. Członkowie kultury Zenú wierzyli, że śmierć to jednoczesne narodziny zmarłego w innym świecie. W kulturze Zenú szczególne miejsce zajmowały kobiety. Były one traktowane ze szczególnym szacunkiem jako uosobienia płodności i mądrości. Do grobu zmarłego wkładano więc gliniane figurki kobiet, prawdopodobnie jako symbol płodności. Ich obecność miała doprowadzić do przemiany i odrodzenia zmarłego. Nad grobem zmarłego usypywano kopiec – kurhan, na których zasadzano drzewa. Podczas najważniejszych ceremonii prominentni członkowie plemienia nosili specjalne napierśniki, uwydatniające krągłości kształtów, a symbolizujące płodność u kobiet i potencję u mężczyzn.